# Dilophus nubilipennis
Dilophus nubilipennis är en tvåvingeart som beskrevs av Edwards 1935. Dilophus nubilipennis ingår i släktet Dilophus och familjen hårmyggor.
Artens utbredningsområde är Peru. Inga underarter finns listade i Catalogue of Life.